# 五角錐數
五角錐數是一個有形數，代表可以裝進五角錐裏的物體數量。第{\displaystyle n}個五角錐數等於前{\displaystyle n}個五邊形數的和。
其前几项为：0,1,6,18,40,75,126,196,288,405,550,726,936,1183,1470…（OEIS數列A002411）
第{\displaystyle n}个五角锥数的公式為（当中n必为整数）：
{\displaystyle {\frac {n^{2}(n+1)}{2}}}。
所以第{\displaystyle n}個五角錐數為{\displaystyle n^{2}}與{\displaystyle n^{3}}的平均數。第{\displaystyle n}個五角錐數同時等於第{\displaystyle n}個三角形數的{\displaystyle n}倍。
五角錐數的母函數為
{\displaystyle {\frac {x(2x+1)}{(x-1)^{4}}}}。